# Jukka Koskinen
Jukka Koskinen, född 16 juli 1981,  är basist i de finska death metal-bandet Wintersun och tidigare även Symphonic Metal/Power Metal bandet Cain's Offering. han har också medverkat i grupperna Norther från 2001 till de upplöstes 2012, och i gruppen Amberian Dawn från 2010 till 2013. Han är numera basist i Nightwish.